# Неедлы, Олдржих
О́лдржих Не́едлы (чеш. Oldřich Nejedlý; 26 декабря 1909, Жебрак — 11 июня 1990) — чехословацкий футболист, нападающий. На клубном уровне наиболее известен по выступлениям за пражскую «Спарту» и сборную Чехословакии.

## Биография
Неедлы был одним из лучших игроков 30-х годов. Участвовал в двух чемпионатах мира: в 1934 в Италии и в 1938 во Франции.
На чемпионате мира 1934 года Неедлы стал лучшим бомбардиром, забив пять мячей. Долгое время официально считалось, что он забил на этом турнире 4 мяча и поделил первое место с Анджело Скьявио (Италия) и Эдмундом Коненом (Германия). Однако в ноябре 2006 года ФИФА официально подтвердила, что в полуфинале с Германией он забил три мяча, а не два. На следующем мундиале Неедлы забил два гола. В общей сложности Неедлы за 540 проведённых на ЧМ минут забил 7 голов. Всего за сборную забил 29 голов в 43 играх.
На клубном уровне играл за пражскую «Спарту», за которую забил 161 гол в 187 матчах в чемпионатах страны, а также за менее известные клубы «Спартак» Жебрак и «Раковник».
Провёл один матч в составе сборной Центральной Европы против сборной Западной Европы в 1937 году.

## Достижения
- Вице-чемпион мира: 1934
- Лучший бомбардир чемпионата мира: 1934
- Рекордсмен сборной Чехословакии по количеству голов на чемпионатах мира: 7 голов
- Чемпион Чехословакии: 1931/32, 1935/36, 1937/38
- 2-е место в чемпионате Чехословакии: 1932/33, 1933/34, 1934/35, 1936/37
- Чемпион Богемии и Моравии: 1938/39
- 2-е место в чемпионате Богемии и Моравии: 1939/40
- Лучший бомбардир чемпионата Богемии и Моравии: 1938/39 (21 гол)
- Обладатель Кубка Митропы: 1935

## Статистика выступлений
| Клуб             | Сезон            | Лига | Лига | Кубки | Кубки | Кубок Митропы | Кубок Митропы | Итого | Итого |
| Клуб             | Сезон            | Игры | Голы | Игры  | Голы  | Игры          | Голы          | Игры  | Голы  |
| ---------------- | ---------------- | ---- | ---- | ----- | ----- | ------------- | ------------- | ----- | ----- |
| Спарта (Прага)   | 1930/31          | 0    | 0    | 0     | 0     | 5             | 4             | 5     | 4     |
| Спарта (Прага)   | 1931/32          | ?    | 13   | ?     | ?     | 2             | 1             | ?     | 14+   |
| Спарта (Прага)   | 1932/33          | ?    | 19   | ?     | ?     | 4             | 1             | ?     | 20+   |
| Спарта (Прага)   | 1933/34          | ?    | 14   | ?     | ?     | 7             | 1             | ?     | 15+   |
| Спарта (Прага)   | 1934/35          | ?    | 21   | ?     | ?     | 9             | 5             | ?     | 26+   |
| Спарта (Прага)   | 1935/36          | ?    | 26   | ?     | ?     | 8             | 5             | ?     | 31+   |
| Спарта (Прага)   | 1936/37          | ?    | 15   | ?     | ?     | 3             | 0             | ?     | 15+   |
| Спарта (Прага)   | 1937/38          | ?    | 9    | -     | -     | 2             | 1             | ?     | 10    |
| Спарта (Прага)   | 1938/39          | 19   | 23   | -     | -     | 2             | 1             | 21    | 24    |
| Спарта (Прага)   | 1939/40          | ?    | 17   | ?     | ?     | 0             | 0             | ?     | 17+   |
| Спарта (Прага)   | 1940/41          | ?    | 5    | ?     | ?     | -             | -             | ?     | 5+    |
| Спарта (Прага)   | Итого            | 187  | 162  | ?     | ?     | 42            | 19            | 229+  | 181+  |
| Раковник         | 1942/43          | ?    | 10   | 1+    | 1+    | -             | -             | ?     | 11+   |
| Раковник         | 1943/44          | 0    | 0    | ?     | ?     | -             | -             | ?     | ?     |
| Раковник         | 1945/46          | ?    | 8    | ?     | ?     | -             | -             | ?     | 8+    |
| Раковник         | Итого            | 38   | 18   | 1+    | 1+    | 0             | 0             | 39+   | 19+   |
| Всего за карьеру | Всего за карьеру | 225  | 180  | 1+    | 1+    | 42            | 19            | 268+  | 200+  |

## Цитаты
Я всегда обожал перерывы. В них был сгусток надежд. Если в первом тайме проигрывали, я всегда верил, что во втором сравняем счёт и выиграем, если была ничья — выиграем с преимуществом. А уж если после первого тайма мы выигрывали, то верилось, что во втором одержим сокрушительную победу. В перерывах мне всегда хотелось петь.